# Дикий тип

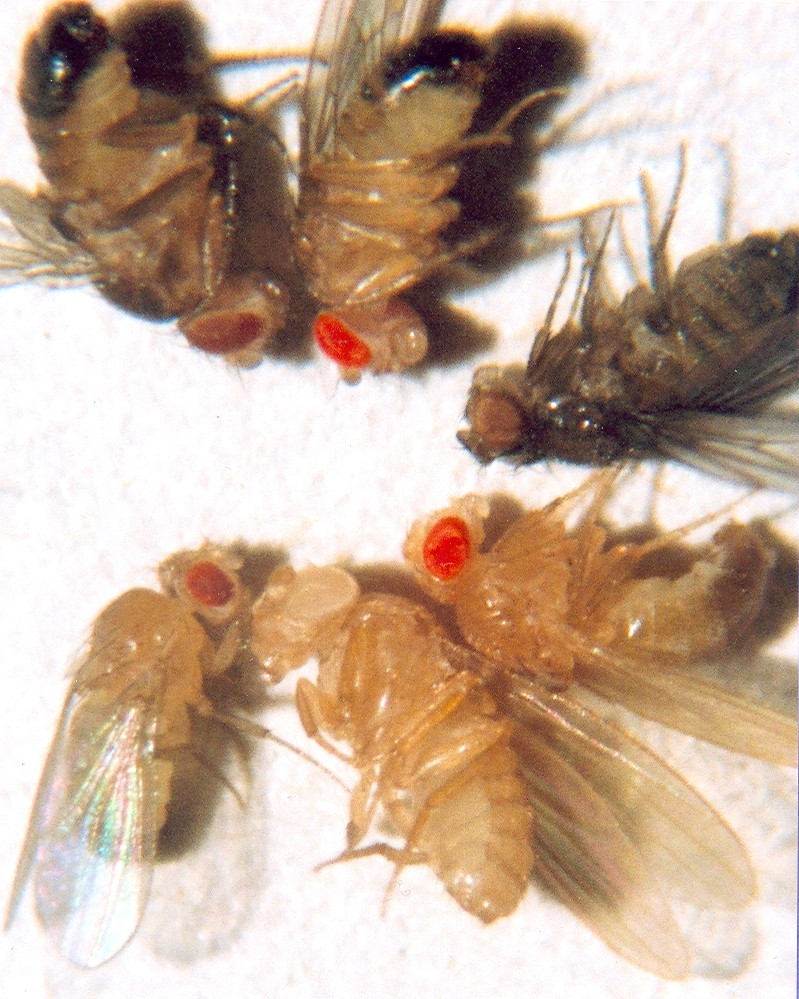
Дикий тип и мутанты дрозофилы. Последняя муха по часовой стрелке имеет окраску глаз дикого типа.

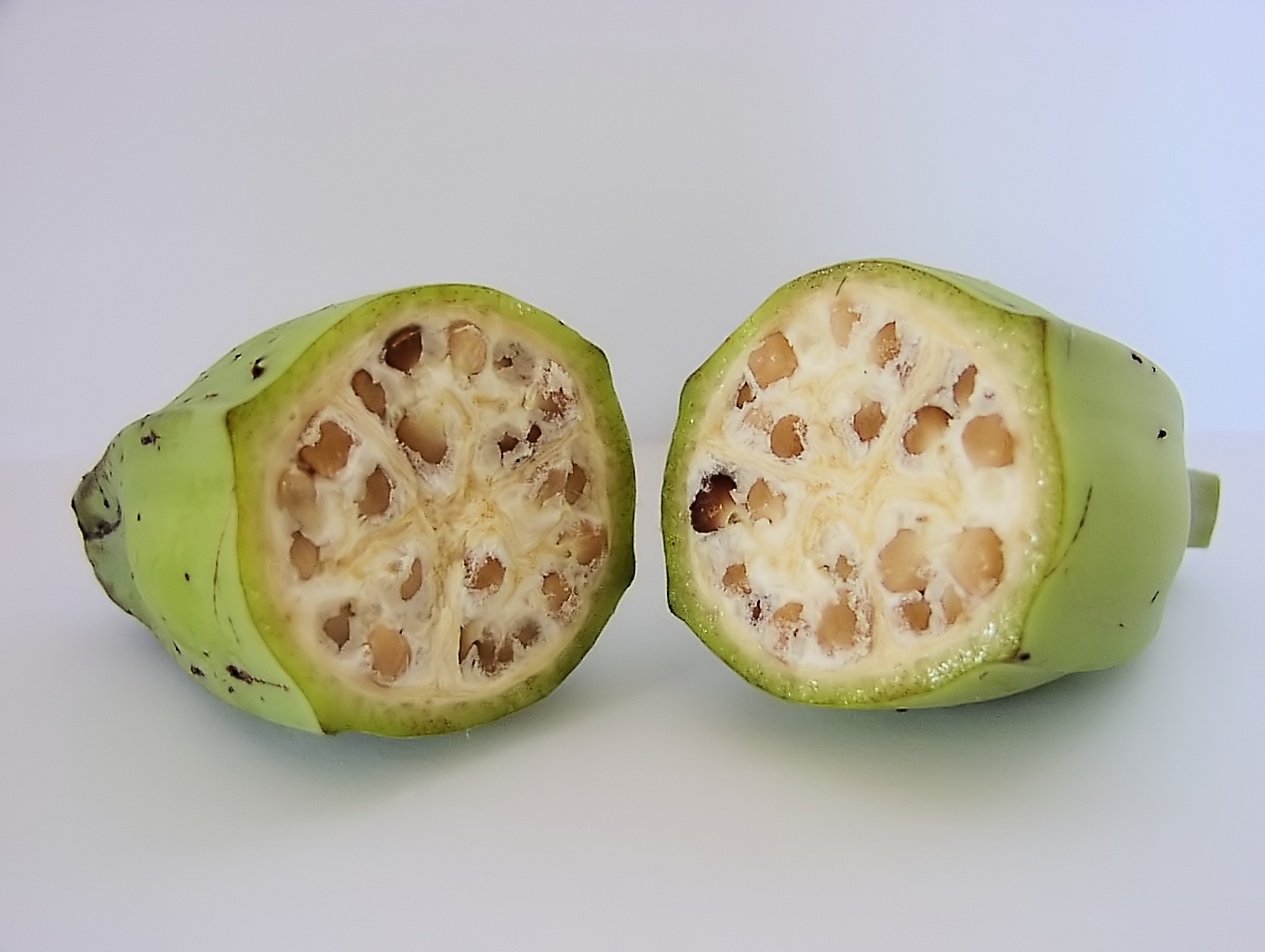
В отличие от культурного банана, дикий тип этого растения в большом количестве содержит крупные, твёрдые семена.

Дикий тип — наиболее часто встречающийся в природной популяции фенотип (или совокупность фенотипов); в селекции микроорганизмов — штамм, выделенный непосредственно из природного субстрата. Исходно этот термин использовался для обозначения продукта «нормального» аллеля, в противовес нестандартному продукту «мутантного» аллеля. Тем не менее, все «мутантные» аллели во всём своём разнообразии присутствуют в дикой популяции, и даже могут закрепиться как новый дикий тип в результате генетического дрейфа или серьёзных изменений окружающей среды. Развитие технологий генетического картирования привело к более глубокому пониманию того, как происходят мутации и как они влияют на другие гены, вызывая изменения фенотипа. В настоящее время общепринят факт, что большинство или почти все гены существуют в разных формах или аллелях, которые варьируют по частоте встречаемости в зависимости от конкретной территории, и что единого дикого типа, в строгом смысле, не существует. Тем не менее, в научной практике для удобства за дикий тип принимают аллель, который наиболее распространён в свободноживущей популяции, то есть обладает наибольшей частотой встречаемости.
Концепция дикого типа полезна, например, при экспериментальной работе с таким модельным организмом как плодовая мушка Drosophila melanogaster, у которой среди стандартных фенотипов можно отобрать такие мутантные формы как белые глаза и рудиментарные крылья. Аллели дикого типа обычно помечаются индексом «+», например w+, ген красных глаз, и vg+, ген нормальных крыльев. Эксперименты с генами, отвечающими за формирование этих признаков, привели в конечном счёте к современному пониманию того, как образуются виды и как происходит изменение этих внешних признаков внутри популяции. Манипуляции с аллелями дикого типа сейчас используется во многих сферах, включая, борьбу с заболеваниями и сельское хозяйство.

## Внешние ссылки
- «Absence of the wild-type allele» — Pediatrics
- «Genetically-spliced bacteria may benefit agriculture» — Sarasota Herald-Tribune
- «Reading of DNA allows creation of synthetic vaccines» — Star News
- «A Curious Clue in Cats» — Newsday
- «A Genetically Engineered Agriculture Revolution?» — The Telegraph
- «Wild Type Learning Activity»
- «Wild-Type vs. Mutant»
- «Genetic Background»